# 1948年ロンドンオリンピックのカナダ選手団
1948年ロンドンオリンピックのカナダ選手団（1948ねんロンドンオリンピックのカナダせんしゅだん）は、1948年7月29日から8月14日にかけてイギリスの首都ロンドンで開催された1948年ロンドンオリンピックのカナダ選手団、およびその競技結果。

## 概要
今大会は銀メダル1個、銅メダル2個の合計3個のメダルを獲得した。

## メダル
| メダル | 選手名                                                                              | 競技 | 種目             |
| ------ | ----------------------------------------------------------------------------------- | ---- | ---------------- |
| 銅     | ヴィオラ・マイヤーズ ナンシー・マッケイ ダイアン・フォスター パトリシア・ジョーンズ | 陸上 | 女子4×100mリレー |